# Chrysalis (pel·lícula de 2007)
Chrysalis és una pel·lícula de ciència-ficció francesa dirigida i coescrita per Julien Leclercq i protagonitzada per Albert Dupontel. La pel·lícula es va estrenar comercialment a França el 31 d'octubre de 2007.

## Argument
A París en un fugur proper, el tinent David Hoffman de la Policia Europea persegueix el traficant d'éssers humans búlgar Dimitri Nicolov, juntament amb la seva esposa i companya policia, Sarah. Durant el tiroteig posterior, Nicolov mata Sarah i David resulta ferit. Un temps després, David és tornat al servei actiu i se li dona una nova parella, Marie, la neboda d'un alt oficial d'Intel·ligència. Investiguen el cos d'una immigrant il·legal, Tatiana, trobat amb marques estranyes sota l'ull del que sembla un retractor de parpelles, i el seu cervell fregit per descàrregues elèctriques.
Mentrestant, una jove anomenada Manon, que ha patit un accident de cotxe, està sent curada a la clínica d'alta tecnologia dirigida per la seva mare, la professora Brügen. Manon sembla tenir problemes per recuperar els seus records després de l'incident. També té les mateixes marques sota els ulls.
David i Marie aconsegueixen vincular la noia morta amb Nicolov, i un dels informants de David els diu on trobar-lo, i que la Tatiana tenia una germana que es deia Elena. Una vigilància porta a la captura de Nicolov, però un cop al recinte el criminal intenta escapar i David es veu obligat a matar-lo per salvar la vida de Marie. No obstant això, sense que David ho sàpiga, l'autòpsia revela que l'home no era en absolut Nicolov, sinó el seu germà bessó. Més tard, a l'apartament de David, el veritable Nicolov apareix i el segresta. Nicolov porta David a Brügen, que s'ha revelat que és el seu còmplice. La màquina que està utilitzant per ajudar a Manon a recuperar els seus records és un prototip militar secret robat per Nicolov, una tècnica anomenada "Chrysalis" que permet digitalitzar i extreure la memòria d'un subjecte, emmagatzemar-la o esborrar-la completament.
Nicolov obliga a Brügen a esborrar la memòria de David i després l'abandona al carrer com a venjança per la mort del seu germà. David és trobat tres dies després, sense records de cap esdeveniment del seu passat, inclosa la mort de Sarah, que el perseguia. Marie rep l'encàrrec del cap de policia Miller i del seu oncle de cuidar David i intentar recuperar-li la memòria fent-li reviure traumes passats, un mètode conegut per contrarestar els efectes de la màquina. Aquest tipus de memòria traumàtica també és el que impedeix a la Manon completar el procés, provocant la creixent pena de la seva mare.
Marie desobeeix les ordres i decideix portar David ràpidament sobre el cas Nicolov. Tots dos acaben juntant les peces i segueixen les pistes fins a Chrysalis i la clínica. Quan veu en David, el professor Brügen està preocupat que la seva operació quedi al descobert, i ordena a Nicolov que el cuidi. No obstant això, en l'enfrontament posterior, David acaba matant Nicolov.
Mentrestant, la Manon ha descobert el cos molt cremat de la Manon real; mai es va recuperar de l'accident de cotxe, i es manté viva només per permetre que els seus records siguin recollits i transferits al cervell de Manon. Sorpresa, ae suicidarà saltant des de la part superior de l'edifici de la clínica, però en David l'atura. Li diu que també va perdre els seus records i la seva identitat, però sap qui és: es diu Elena, la germana desapareguda de la Tatiana: el trauma que vivia va ser de ser segrestada en substitució de la Manon, mentre els dibuixos que ella li anava fent. quadern formaven part de la seva identitat passada.
La situació a la clínica s'intensifica quan un agent d'Intel·ligència apareix i mata tant Brügen com el que quedava de la seva filla. Tractant de netejar l'embolic, també intenta despatxar David i Marie, però se li sobreposen. Tots dos es van assabentar de l'agent i, per extensió, la Intel·ligència, estava en comú amb Brügen i Nicolov, que era antic agent del Servei secret búlgar. La Marie lliura l'expedient al seu oncle, acceptant amargament l'inevitable encobriment, però amenaçant-lo amb exposar-lo si mai hagués patit algun dany a ella o a David. Aleshores es reuneix amb David per acomiadar-se, ja que ell va optar per no restaurar els records dolorosos de la seva antiga vida, i en lloc d'això, sortir de la xarxa amb l'Elena com a protector/figura paterna.

## Repartiment
- Albert Dupontel com el tinent David Hoffman, detectiu de la policia europea
- Marie Guillard com a Marie Becker, la nova parella de David després de la mort de Sarah
- Marthe Keller com a professora Brügen, directora d'una clínica de cirurgia d'última generació
- Mélanie Thierry com a Manon, la filla del professor Brügen i pacient a la clínica
- Claude Perron com a Miller, el cap de David i Marie a la policia europea
- Alain Figlarz com a Dimitri Nicolov, un traficant de persones
- Smadi Wolfman com Sarah, la dona morta i antiga parella de David
- Patrick Bauchau com a Charles Becker, l'oncle de Marie i oficial d’intel·ligència d'alt rang
- Guy Lecluyse com a Kovacs
- Estelle Lefébure com a Clara, la infermera de la Manon a la clínica

## Producció
Chrysalis és el primer llargmetratge dirigit pel cineasta francès Julien Leclercq. La pel·lícula continua una tendència cyberpunk contemporània al cinema francès, seguint Immortel, ad vitam (2004) d’Enki Bilal i Renaissance (2006) de Christian Volckman, abans d’Eden Log (2007) de Franck Vestiel i Dante 01 de Marc Caro (2008). Chrysalis incorpora elements del cinema negre i està influenciada pels cómics franco-belgues. La pel·lícula es considera un homenatge a Les yeux sans visage de Georges Franju (1960).

## Llançament
Chrysalis es va estrenar al festival de cinema francès Lille La Nuit el 25 de juny de 2007. La pel·lícula es va projectar més tard al Festival Internacional de Cinema de Toronto el setembre de 2007. a ser distribuït comercialment a França el 31 d'octubre de 2007. Va ser llançat en DVD el 9 de juny de 2008.